# 伊爾門湖

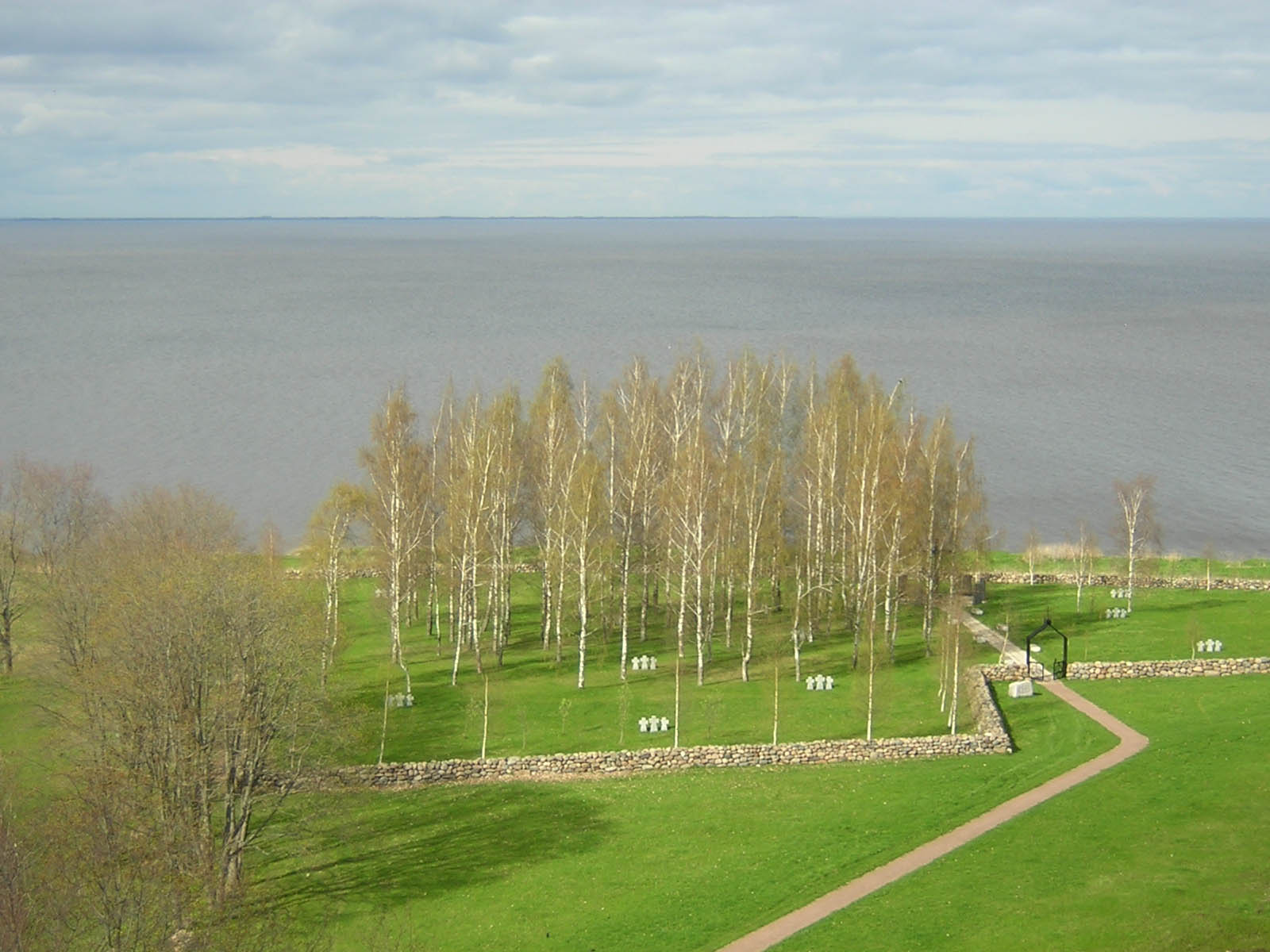
湖畔的德國軍事公墓

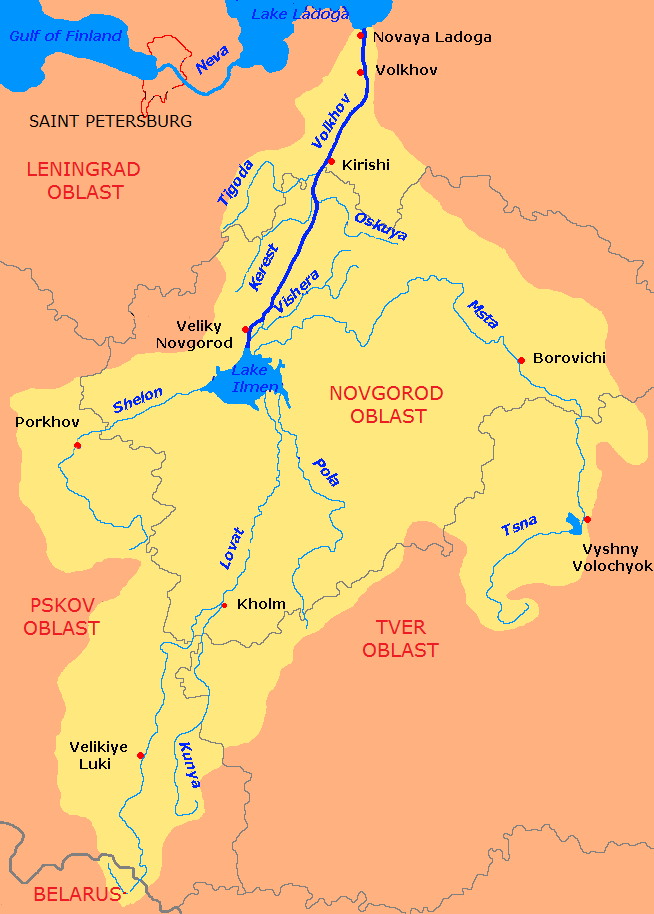
沃爾霍夫河的集水區地圖，其中伊爾門湖（Lake Ilmen）位於中央。諾夫哥羅德（Veliky Novgorod）則位於伊爾門湖以北

伊爾門湖是俄羅斯諾夫哥羅德州的一個湖泊，位於諾夫哥羅德、希姆斯克和舊魯薩之間，湖泊面積為982平方公里（按水位改變為733至2090平方公里），總共有52條河流入伊爾門湖，主要4條為姆斯塔河、 波拉河、洛瓦季河和舍隆河，經沃爾霍夫河流進拉多加湖，再經涅瓦河流進芬蘭灣。
伊爾門湖於中世紀時期是瓦良格人（曾於公元9至11世紀建立基輔羅斯）和希臘人（拜占庭帝國）的貿易道路。諾夫哥羅德城位於伊爾門湖以北、沃爾霍夫河下游約6公里處。 舊魯薩則位於伊爾門湖以南，鄰近洛瓦季河河口。希姆斯克則位於伊爾門湖以西，鄰近舍隆河河口。
水位由位於沃爾霍夫河下游的沃爾霍夫水力發電站水壩控制，七月的水溫為19-20 °C，和暖季節約90日。 船運段包括諾夫哥羅德–舊魯薩及諾夫哥羅德–希姆斯克。
伊爾門湖的集水區覆蓋俄羅斯諾夫哥羅德州、普斯科夫州和特維爾州的廣泛地區，以及白俄羅斯維捷布斯克州北部的小部分地區。
伊爾門湖的週邊地區是二戰重要戰役傑米揚斯克包圍戰的發生地。1942年1月7日時，德蘇前線由伊爾門湖南岸（洛瓦季河河口以東）向東南伸延至傑米揚斯克和謝利格爾湖一帶。由當日起，蘇軍發動進攻，德蘇前線因此西移。蘇軍於2月8日起於傑米揚斯克一帶包圍德軍。2月21日時，德蘇前線由伊爾門湖南岸（洛瓦季河河口以西）向南延伸至舊魯薩、洛瓦季河一帶。